# Christian Gottlieb Wunderlich

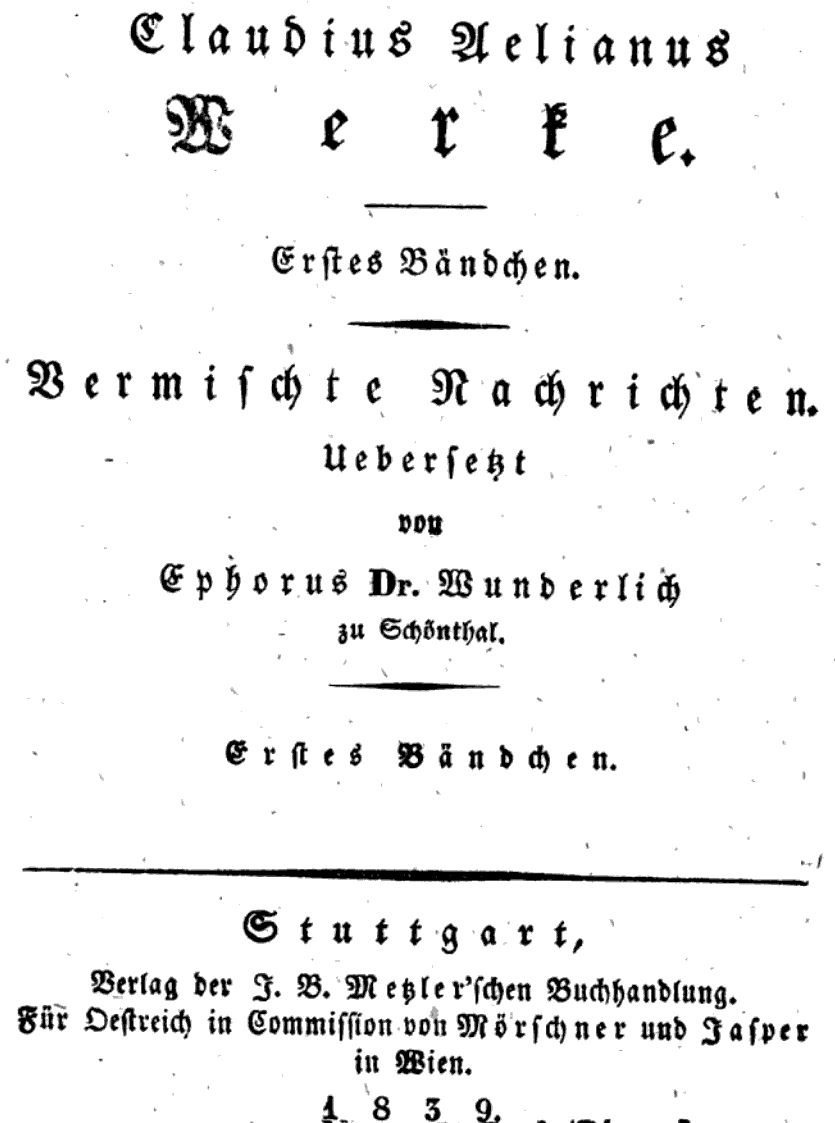
Ephorus Doktor Wunderlich, Aelianübersetzung 1839

Christian Gottlieb Wunderlich (* 1. Dezember 1780 in Wildbad im Schwarzwald; † 4. Mai 1843 in Schöntal) war ein evangelischer Theologe und Lehrer in Württemberg. Von 1823 bis zu seinem Tod leitete er die Evangelische Klosterschule im Kloster Schöntal. Er übersetzte den griechisch schreibenden, römischen Autor Claudius Aelianus und schrieb eine Abhandlung Über die ehemaligen Klosterschulen in Württemberg.

## Familie
Er stammt aus einem theologisch-bildungsbürgerlich geprägten Elternhaus. Sein Großvater väterlicherseits Christoph Wunderlich (1696–1749) war Pfarrer, die Großmutter väterlicherseits Katharina Sara, geb. List (1710–1784) war eine Pfarrerstochter, sein Vater Christian Eusebius Wunderlich (1743–1807) war Informator (Hauslehrer) und Präzeptor (Lehrer) an Lateinschulen in Wildbad und Nagold.
Seine Mutter Christina (geb. Wurst, 1778–1805), Tochter eines Sattlers, brachte ihn als zweites von insgesamt sechs Kindern zur Welt.
1809 heiratete er die Pfarrerstochter Caroline Christiane (geb. Scholl, 1783–1827). Sie starb bei der Geburt ihres 12. Kindes. Seine ältesten Töchter Maria Wilhelmine Luise (* 1811) und Charlotte Sophie (* 1813) führten den Haushalt weiter.

## Schule und Studium
Zur Vorbereitung auf das Theologiestudium besuchte er ab 1794 die einem heutigen Gymnasium vergleichbare Klosterschule in Denkendorf und ab 1796 in Maulbronn.
1798–1803 studierte er an der Theologischen Fakultät in Tübingen und schloss das Studium mit dem akademischen Grad des Magisters und des Doktors ab.

## Berufliche Tätigkeit
Nach dem Studium übte er verschiedene Tätigkeiten aus. Zuerst war er Lehrer und Erzieher des Verlegers Georg von Cotta, ab 1806 Repetent (Dozent) an seiner einstigen Studienstätte, am Theologischen Seminar Tübingen, und anschließend Vikar in Stuttgart, ab 1809 Pfarrer in den Pfarreien Zell und Altbach. 1814 wurde er Professor, also Lehrer im höheren Schuldienst, vergleichbar einem Gymnasialprofessor, an der Klosterschule Maulbronn.
Von 1824 bis 1843 war er der Ephorus (Leiter) des Evangelischen Seminars am Kloster Schöntal.
Er widmete sich in seiner Unterrichtstätigkeit vornehmlich der religiösen Bildung, war aber auch mit anderen Gegenständen betraut: „Außerdem war sein Hauptfach Mathematik und Physik, wobei er sich's zum unverbrüchlichen Gesetze machte, keinen dahinten zu lassen. Um das auch bei denen zu erreichen, welche keine Vorbildung und dabei wenig Anlagen zur Mathematik mitbrachten, begann er jedesmal den Unterricht in der Geometrie mit Aufgaben, durch welche er nach weniger streng mathematischer Methode die geometrische Anschauung und die Fertigkeit im Gebrauch des Zirkels und Lineals vorbereitend üben und in die mathematische Ausdrucksweise und Beweisführung allmälig einleiten wollte. Eine Sammlung solcher Aufgaben gab er 1839 in der Cotta'schen Buchhandlung heraus.“
Mit seiner Schrift Über die ehemaligen Klosterschulen engagierte er sich für deren Erhalt und Reformfähigkeit: „Diese Schrift öffnet auch dem Fernestehenden einen Blick in die ganze Einrichtung der Seminare und beweist deutlich, daß sie eine zeitgemäße Reform zulassen, ohne darum aufgehoben oder, wie man damals wollte, mit Gymnasien verbunden werden zu müssen.“

## Schriften Wunderlichs
- Vorschule der Geometrie, Cotta'sche Buchhandlung, Stuttgart 1839, publiziert als Magister, books.google.de
- Die ehemaligen Klosterschulen und die jetzigen niedern evangelischen Seminarien in Würtemberg, zusammen mit seinen „Amtsbrüdern“ (Professoren-Kollegen) Gottfried August Hauff (1794–1862), Ernst Wilhelm Klaiber (1798–1841), Verlag Löflund, Stuttgart 1833–1896, books.google.de
- Claudius Aelianus Werke, Erstes Bändchen, Vermischte Nachrichten, Metzler'sche Buchhandlung, Stuttgart 1839, publiziert als Doktor, books.google.de, deutsche Übersetzung aus dem Altgriechischen.